# Petrea Cruceniuc
Petrea Cruceniuc (rusă Пётр Аксентьевич Крученюк, n. 29 iunie 1917, Plopi, volostea Cruteansc⁠(d), Gubernia Podolia, Imperiul Rus – d. 4 ianuarie 1988, Chișinău, RSS Moldovenească, URSS) a fost un om politic și jurnalist sovietic. A fost, de asemenea, scriitor și poet, autor a numeroase lucrări în stilul realismului socialist.

## Biografie
S-a născut în 1917 în satul Plopi. A devenit membru al PCUS în 1942. A fost participant la Războiul Sovieto-Finlandez și la al Doilea Război Mondial. După război, din 1949, a activat în domeniul politic, literar și economic, ocupând diverse funcții. În perioada 1949–1985, a fost redactor-șef al revistei Nistru, redactor-șef al săptămânalului Cultura și secretar responsabil al Comitetului de Protecție a Păcii din RSS Moldovenească.
A fost deputat în Sovietul Suprem al RSS Moldovenești, legislatura a IX-a.

## Deces
Petrea Cruceniuc a decedat pe 4 ianuarie 1988 în Chișinău, la vârsta de 70 de ani.